# Hugo Coveliers
Hugo F.V. Coveliers (Schelle, 21 februari 1947) is een voormaligBelgisch politicus en advocaat.

## Levensloop
Hugo Coveliers studeerde klassieke humaniora aan het Sint-Lievenscollege van Antwerpen. In 1969 werd hij licentiaat in de criminologie en in 1970 doctor in de rechten aan de Rijksuniversiteit Gent. Sinds 1970 is hij advocaat aan de Balie van Antwerpen.
Als scholier kwam hij in contact met de Vlaamse Beweging. Coveliers werd lid van de Jong-Vlaamse Studentengemeenschap en aan de Rijksuniversiteit Gent was hij twee jaar lid van de Vlaams-Nationale Studentenunie. Vanaf zijn periode in de humaniora engageerde hij zich in de jongerenafdeling van de Volksunie, waarvan hij van 1972 tot 1975 voorzitter was. Ook was hij van 1974 tot 1976 gemeenteraadslid van Antwerpen. Van 1976 tot 1979 was hij voorzitter van de Volksunie-afdeling van het arrondissement Antwerpen.
Van november 1985 tot mei 1995 zetelde Coveliers voor het arrondissement Antwerpen in de Kamer van volksvertegenwoordigers, waar hij lid was van de commissies Justitie (1985-1995), Herziening van de Grondwet (1988-1991) en Handels- en Economisch Recht (1989-1993), waarvan hij van 1989 tot 1991 voorzitter was. In de periode december 1985-mei 1995 had hij als gevolg van het toen bestaande dubbelmandaat ook zitting in de Vlaamse Raad, waar hij zetelde in de commissies Onderwijs en Vorming (1985-1987) en Media (1985-1987 en 1992-1995). De Vlaamse Raad was vanaf 21 oktober 1980 de opvolger van de Cultuurraad voor de Nederlandse Cultuurgemeenschap, die op 7 december 1971 werd geïnstalleerd, en was de voorloper van het huidige Vlaams Parlement. Van 1986 tot 1989 was hij in de Kamer fractieleider van de Volksunie. Ook was hij van 1988 tot 1990 secretaris van de onderzoekscommissie naar de bestrijding van het banditisme en het terrorisme en verslaggever van de onderzoekscommissie betreffende de georganiseerde misdaad.
In februari 1993 verliet hij de Volksunie en stapte Coveliers over naar de liberale VLD, kort na medepartijgenoten Jaak Gabriëls, Bart Somers, Jef Valkeniers en André Geens. Hij was lid van het partijbestuur van de VLD sinds 19 juni 1993.
Coveliers werd in mei 1995 verkozen in de Senaat en was fractieleider van de VLD-Senaatsfractie tot juni 1999, hetgeen hij combineerde met het lidmaatschap van de commissie Justitie. Vervolgens werd hij opnieuw verkozen tot volksvertegenwoordiger. In de Kamer was hij van 1999 tot 2003 voorzitter van de VLD-fractie, alsook lid van de commissie Justitie aldaar. In mei 2003 werd hij opnieuw verkozen als senator en werd hij opnieuw fractieleider van de VLD-senaatsfractie. In december 2003 moest hij onder druk van de partijleiding ontslag nemen als fractieleider na aanhoudende kritiek op de partijtop. Hij werd opgevolgd door Paul Wille in deze functie. In de Senaat was hij van 2003 tot 2005 tevens tweede ondervoorzitter van de commissie Justitie.
Binnen de VLD behoorde hij tot de rechtervleugel en bepleitte hij de mogelijkheid tot samenwerking met Vlaams Belang (voorheen Vlaams Blok). Hij was de belangrijkste opponent van toenmalig VLD-voorzitter Karel De Gucht. In 2004 werd hij door Guy Verhofstadt en de VLD-top als kandidaat-burgemeester voor Antwerpen voorgedragen, ten tijde van de burgemeestersperikelen aldaar (Visa-affaire). Ook lag hij toen mee aan de basis van de oprichting van een afdeling van Nova Civitas in Antwerpen.
In 2004 kwam hij meermaals in het nieuws door zijn kritiek op de partijtop van de VLD. Zo vergeleek Coveliers Karel De Gucht met een Albanese maffiabaas. Hij werd op 8 februari 2005 uit de VLD gezet door de statutaire commissie van de partij. Deze commissie oordeelde dat hij zichzelf had uitgesloten uit de VLD door de persoonlijke aanvallen op andere partijleden, de verheerlijking van een mogelijke samenwerking met het Vlaams Belang en zijn dreigement om een eigen partij op te richten. Hij ging daarna verder als onafhankelijke senator.
Op 23 november 2005 stichtte hij de rechts-liberale partij VLOTT, dat streefde naar een minimale overheid die zich beperkte tot het garanderen van de vrijemarkteconomie, zo laag mogelijke belastingen en pleitte voor Vlaamse onafhankelijkheid.  Met zijn partij VLOTT werkte samen met het Vlaams Belang in de vorm van een kartel bij de Antwerpse gemeenteraadsverkiezingen van oktober 2006. Bij deze verkiezingen werd Coveliers verkozen tot gemeenteraadslid van Antwerpen, wat hij bleef tot in 2012. In juni 2007 werd hij verkozen door het Nederlandse kiescollege als senator voor het Vlaams Belang. Hij bleef senator tot in juni 2010 en was er in de periode 2007-2010 lid van de commissies Justitie en Institutionele Hervormingen. 
In januari 2010 sprak Coveliers een Scientology-congres in Brussel toe. Volgens hem is Scientology toegewijd aan sociale onderwerpen en helpt ze mensen zonder aanzien van afkomst. Ieder land zou het voorbeeld van Scientology moeten volgen.  In december 2010 trad hij af als voorzitter van VLOTT, hij werd opgevolgd door Hendrik Boonen.
Begin 2012 kondigde hij zijn vertrek uit de politiek aan. In februari dat jaar stapte hij uit de gemeenteraad en werd er opgevolgd door Nancy Verrijke (Vlaams Belang).
Hugo Coveliers is verder lid van de Marnixring, is gehuwd en vader van drie zonen.

## Interessegebieden
Van 1978 tot 1990 was Coveliers voorzitter van het ziekenfonds Vlamat en van 1979 tot 1995 lid van de raad van bestuur van de Universitaire Instelling Antwerpen. Ook was hij van 1981 tot 1995 ondervoorzitter van de culturele organisatie vzw De Singel en lid van de Marnixring.
In 1988 onderzocht hij in de Verenigde Staten de werking van de politiediensten, hij maakte deel uit van de internationale controlezending bij de verkiezingen in 1989 in Namibië, in 1993 was hij lid van de parlementaire onderzoekscommissie omtrent de legeraankopen, in 2003 was hij het hoofd Belgische delegatie bij de parlementaire assemblee van de OVSE en in 2005 onderzocht hij in Denemarken de werking van het integratie- en vreemdelingenbeleid met Filip Dewinter en Hilbrand Nawijn.